# Georg von Waldstätten
Georg svobodný pán von Waldstätten (24. srpna 1837 Karlovac – 24. října 1918 Vídeň) byl rakousko-uherský generál. V c. k. armádě sloužil jako absolvent vojenské akademie od roku 1856, později byl štábním důstojníkem u různých posádek po celé monarchii. Svou kariéru završil jako velitel pevnosti Krakov (1892–1897) a v roce 1896 dosáhl hodnosti polního zbrojmistra.

## Životopis

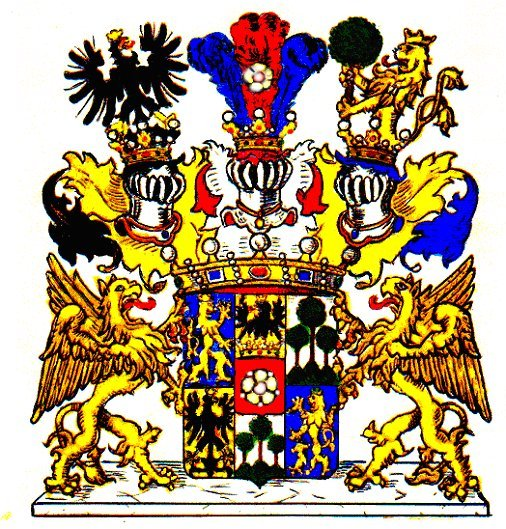
Erb rodu Waldstättenů

Pocházel ze šlechtické rodiny původem z Moravy (Hayek von Waldstätten) povýšené v roce 1754 do panského stavu. Byl mladším synem generála Franze Dominika Waldstättena (1775–1843). Studoval na Tereziánské vojenské akademii ve Vídeňském Novém Městě a do armády vstoupil v roce 1856 jako poručík k pěšímu pluku č. 39. Poté si doplnil vzdělání na Válečné škole (K.u.k. Kriegschule) ve Vídni a jako nadporučík byl v roce 1859 zařazen do sboru důstojníků generálního štábu. Sloužil mimo jiné v Haliči a podílel se na kartografických projektech. V roce 1864 byl povýšen na kapitána a v roce 1866 se zúčastnil prusko-rakouské války. Od roku 1870 v hodnosti majora působil jako pedagog na Jezdecké škole ve Vídni. Od roku 1875 působil znovu jako štábní důstojník, nejprve jako šéf štábu 26. pěší divize a poté u zemského velitelství v Krakově. V roce 1876 dosáhl hodnosti plukovníka a v letech 1877–1883 sloužil jako šéf štábu u zemského velitelství ve Vídni.
K datu 1. ledna 1883 byl povýšen do hodnosti generálmajora, krátce byl velitelem 71. pěší brigády v Osijeku a převzal velení 58. pěší brigády v Terezíně (1883–1886). V roce 1887 dosáhl hodnosti polního podmaršála a byl velitelem 16. pěší divize v Sibiu. Nakonec byl v letech 1892–1897 velitelem pevnosti v Krakově. V roce 1896 byl jmenován polním zbrojmistrem, k datu 1. března 1896 byl penzionován a od té doby žil v soukromí ve Vídni. Později dosáhl ještě titulární hodnosti generála pěchoty (1908).
Od roku 1892 byl čestným majitelem pěšího pluku č. 97 dislokovaného v Bjelovaru a v roce 1894 byl jmenován c. k. tajným radou s nárokem na oslovení Excelence. Za zásluhy byl nositelem Řádu železné koruny II. třídy a rytířského kříže Leopoldova řádu a Vojenského záslužného kříže s válečnou dekorací, dále byl držitelem Vojenské záslužné medaile a Vojenského jubilejního kříže.

## Rodina
V roce 1871 se oženil s Angličankou Mary Ann Holmes (1850–1926). Z jejich manželství se narodili čtyři synové, všichni sloužili v armádě.
- 1. Alfred (1872–1952), c. k. generálmajor, za první světové války důstojník generálního štábu a poradce Karla I.
- 2. Egon (1875–1951), c. k. plukovník, nositel Řádu Marie Terezie, později generál wehrmachtu
- 3. Hans (1881–1974), c. k. major
- 4. Emil (1885–1969), JUDr., c. k. plukovník, později generál wehrmachtu

Georgův starší bratr Johann Baptist von Waldstätten (1833–1914) sloužil také v armádě, dosáhl hodnosti polního zbrojmistra a nakonec byl generálním inspektorem c.k. armády. Další bratr Heinrich (1835–1866) byl fregatním kapitánem u c. k. námořnictva, nejmladší z bratrů Albert (1839–1872) zemřel jako c. k. nadporučík v Praze.